# Bersek József
Bersek József (Kőszeg, 1807. december 20. – Rév, 1865. január 17.) honvéd ezredes, jószágkormányzó.

## Élete
Bersek (Verseck) János posztós és Simon Antónia fia. II. Ferdinándtól nyertek nemesi levelet hadi érdemeikért. Kőszegen járt gimnáziumba majd a szombathelyi líceumban tanulta a logikát és a filozófiát. 1821-ben hunyt el édesapja. 1826. február 6-án Bécsbe ment, hogy az ott állomásozó Klermaier 8. huszárezredhez csatlakozzon közvitézként. Fokozatosan haladt felfelé a ranglétrán, s 1848 elején már mint százados szolgált. Galíciában állomásozott ezredével, majd 1848 őszén ezredével a nemzeti hadsereghez csatlakozott. 1849 elején Szalontára kerül, itt Rozványékhoz szállásolták el. Megismerkedett későbbi feleségével. Nagysallónál és Komáromnál Nagy Sándor oldalán harcolt, majd 1849 áprilisában az ácsi erdőnél bekerített két császári gránátos századot és győzelemre vitte seregét. 1849. április 26-án Görgei Artúr babérkoszorús érdemjellel tüntette ki vitézségéért. 1849. május 16-án Kossuth Lajos kinevezte ezredesnek s, 1849. május 8-tól a 8. huszárezred parancsnoka lett. Az 1849 augusztusi világosi fegyverletételt követően Aradon halálra ítélték, vagyonát pedig elkobozták. 1852. június 14-én szabadult ki, nővére bécsi összeköttetésének köszönhetően kegyelemben részesült. 1852-ben Szalontán nőül vette Rozvány Erzsébetet, a ceremónián Arany János is jelen volt. A pár Bécsbe utazott, 1853 februárjában pedig Bihar megye Révre tették át lakhelyüket. Bersek József itt Zichy Domokos és Ödön birtokán volt uradalmi jószágkormányzó. Házasságuk boldogtalan volt, hamarosan elváltak. A férj a válási végzés kézhezvétele után 1865. január 15-én a Zichyék urasági épületének kertje végében a körtefa alatt főbe lőtte magát. Itt helyezték nyugalomra. Zichy gróf Bersek sírjára egy vörösmárványból készült sírkeresztet állíttatott fel. Ennek felirata a következő:
Itt nyugszik
BERSEK JÓZSEF
1848-as honvéd
huszárezredes
1806-1865
Béke poraira!
Hamvait később a család hazavitette Kőszegre.

## Emlékezete
Névet viseli a kőszegi Bersek József Általános Iskola.